# Jean-Pierre Ramis
Jean Pierre Ramis (* 26. März 1943 in Montpellier) ist ein französischer Mathematiker, der sich mit Analysis beschäftigt.

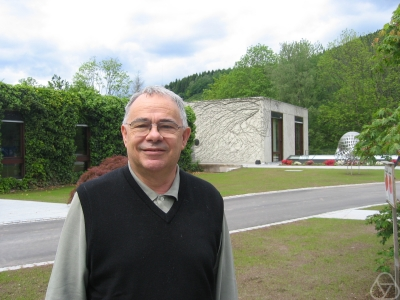
Ramis in Oberwolfach 2008

Ramis wuchs in Toulouse auf, besuchte das Lycée Louis-le-Grand (wo sein Vater Edmond Ramis Professor für Mathematik war und später Generalinspektor für das Erziehungswesen in Mathematik) und die École normale supérieure, wo er 1965 seine Agrégation erhielt. Danach war er Assistent an der Faculté des Sciences in Paris. Er beschäftigte sich in seiner Thèse de 3. cycle mit komplexer Analysis in unendlich vielen Variablen (Sous-ensembles analytiques d une variete banachique complexe) und wurde bei Henri Cartan promoviert (Thèse d’État 1969 mit dem Titel Residues et Dualité). Als Teil seines Militärdienstes unterrichtete er an der Universität Tunis. Danach war er an der Universität Straßburg, wo er sich mit Differentialgleichungen und Differenzengleichungen im Komplexen zu beschäftigen begann, was zu seinem Hauptarbeitsgebiet wurde. Er war zeitweise Direktor der IRMA (Institut de Recherche Mathématique Avancée) in Straßburg. Seit 1994 ist er Professor an der Universität Toulouse, wo er von 2000 bis 2005 Vorstand der mathematischen Fakultät war.
2005 wurde er volles Mitglied der Académie des sciences. 1982 erhielt er den Prix Doistau-Blutet und 2002 den Prix Alexandre Joannides der Académie des sciences.
Er befasste sich zunächst mit komplexer analytischer Geometrie im Sinne von Cartan und Jean-Pierre Serre. Dabei erweiterte er auch die Theorie Fuchsscher Differentialgleichungen auf mehrere komplexe Variable. Danach befasste er sich mit komplexen dynamischen Systemen, speziell mit Galoistheorie von Differentialgleichungen wie zum Beispiel mit dem Beweis eines Analogons zu Abhyankars Vermutung und Anwendung auf Hamiltonsche Systeme und die Frage der vollständigen Integrabilität dieser Systeme (wofür er ein Galois-theoretisches Kriterium gab mit Juan Morales, Theorie von Ramis-Morales), Charakterisierung der lokalen differentiellen Galoisgruppe durch Stokes Matrizen und exponentielle Tori, der wild complex fundamental group, Gevrey Reihen und Funktionen, Multi-Summation.

## Schriften
- mit J.J. Morales Ruiz: Galoisian obstructions to integrability of Hamiltonian systems, Methods Appl. Anal. 8, Band 8, 2001, S. 33–96, 97–112
- mit J. J. Morales Ruiz, Carles Simó: Integrability of hamiltonian systems and differential Galois groups of higher variational equations, Ann. Sci. Ecole Normale Superieure, 40, 2007, 845–884,  numdam